# Пинчук, Андрей Юрьевич
Андре́й Ю́рьевич Пинчу́к (род. 27 декабря 1977 года) — государственный и общественный деятель Российской Федерации, член правительства подконтрольной России Донецкой Народной Республики. С 17 июля 2014 года по 1 марта 2015 года — первый министр государственной безопасности ДНР, Герой Донецкой Народной Республики. Полковник запаса. Один из лидеров Межрегиональной общественной организации РФ «Союз добровольцев Донбасса». Проректор (с 2017) и исполняющий обязанности ректора (2021) Московского государственного технологического университета «Станкин». Доктор политических наук (2019). Член Союза писателей России. Главный редактор журнала "Техническое творчество молодежи". Командир добровольческого отряда "Барс-13".
За сепаратистскую «правительственную» деятельность находится под санкциями всех стран Евросоюза, США, Великобритании и ряда других стран.

## Биография
Длительное время работал в министерстве государственной безопасности Приднестровья, где возглавлял подразделения по борьбе с терроризмом, коррупцией, обеспечению собственной безопасности, в ранге заместителя министра ). Являлся наиболее влиятельным сотрудником госбезопасности. Организатор ряда резонансных дел по борьбе с коррупцией, контрразведывательных процессов.
В 2010 году в РАГС при Президенте Российской Федерации защитил диссертацию кандидата политических наук; ведущая организация — Военная академия Генерального штаба Вооружённых сил Российской Федерации.
После смены власти в Приднестровье в 2012 году переехал в Российскую Федерацию. В Москве руководил департаментом безопасности ОАО Объединённая двигателестроительная корпорация (Госкорпорация «Ростех»).
С отличием окончил кафедру национальной безопасности Российской академии государственной службы при Президенте России. Также имеет высшее экономическое и юридическое образование, специальную оперативную подготовку.
В 2019 году в диссертационном совете Института социально-политических исследований РАН защитил диссертацию на соискание учёной степени доктора политических наук.
Автор трёх монографий, более сорока научных статей.
Награждён государственными наградами России: орденами Мужества, Почета, медалью ордена "За заслуги перед Отечеством и др, высшими государственными наградами Приднестровья — орденами «За личное мужество», «За заслуги» (полный кавалер), «За службу Родине в Вооруженных силах», медалью «За боевые заслуги» и многими другими. Почётный сотрудник МГБ ПМР.
Полковник запаса, военный пенсионер ФСБ России.

### Российско-украинская война
Принял участие аннексии Крыма Россией; один из руководителей спецгруппы, контролировавшей на полуострове украинские спецслужбы.
После начала боевых действий в Донбассе, 5 июля 2014 года выехал в Донецк, где первоначально работал советником по безопасности Председателя совета Министров ДНР А. Ю. Бородая.
С 17 июля 2014 года по 1 марта 2015 года — первый министр государственной безопасности Донецкой Народной Республики. Решение о создании министерства принято одновременно с назначением А.Пинчука на должность министра.
Работал в Совете министров Донецкой Народной Республики правительств Александра Бородая и Александра Захарченко.
За особые заслуги награждён Золотой звездой «Герой Донецкой Народной Республики», орденом «За оборону Донецка».
После подписания Второго Минского соглашения сложил полномочия.

### Общественная деятельность
Возвратившись в Москву, в 2015 г. совместно с А. Ю. Бородаем создал и возглавил межрегиональную общественную организацию «Союз добровольцев Донбасса», объединившую парамилитарных добровольцев. В настоящее время Союз насчитывает более 25 тысяч активных членов и принимает деятельное участие в общественно-политической жизни. Организация придерживается прогосударственных позиций, поддерживает инициативы руководства РФ.
Исполнительный директор организации, глава Московского отделения СДД, Совета командиров.
С сентября 2017 года до 2021 года— первый проректор МГТУ «Станкин»" (входит в топ-100 лучших ВУЗов России), там же возглавлял кафедру социологии, политологии и нормативно-правового развития промышленности, являлся главным редактором журнала "Техническое творчество молодежи".

## Творчество
- Летом 2017 года издательством «Алгоритм» была выпущена книга А. Пинчука «Контур безопасности. Генерация ДНР»[19], посвящённая событиям по обороне Донбасса. В некоторых источниках книга называется «Тайная война. Во главе министерства госбезопасности ДНР». Презентация книги привлекла общественное внимание и стала одним из важных информационных событий в освещении войны на Донбассе[20].
- В конце 2017 года в издательства «Алгоритм» издана книга «Бог. Каденция крови», посвященная событиям в Крыму 2014 года, борьбе за власть как в высшем российском руководстве, так и на глобальном уровне. Одна из главных тем — противостояние сторонников нового «цифрового» порядка и сил, придерживающихся традиционных ценностей. Книга представляла собой причудливую смесь фактов, научно-фантастического вымысла и социально-антропологической аналитики. Автором значился Михаил Головлев. 30 августа 2019 года прошла презентация книги, где автором был признан Андрей Пинчук[21].
- В 2020 году было анонсировано издание новой книги А. Пинчука «Ничья зола». Книга вышла ограниченным тиражом.